# Pil (figur)

Pil.

Pil är en grafisk symbol som är spetsig i ena änden, som ofta påminner om en stilisering av projektilen pil som avfyras med en pilbåge, och som oftast används för att visa riktning eller markera var något befinner sig. Många gånger är den spetsiga delen, pilhuvudet, bredare än resten av figuren för att markera spetsen tydligare.
Till gruppen enkelpilar räknas i regel de pilar med ett (enkelt) pilhuvud, som → eller ←.
Benämningen dubbelpil är tvetydig då det kan referera till en mängd olika pilar, bland annat med två (dubbla) pilhuvuden i motsatt riktning (↔), två enskilda pilar satta ovanpå varandra (⇄), eller en tjockare pil av typen ⇒.
Inom matematik används → bland annat vid gränsvärden, som konvergenstecken, samt inom logiken, istället för ⇒, för att ange "medför" (implicerar). Också andra typer av pilar, som ⇐ ("är nödvändig för") och ⇔ ("är ekvivalent med"), används.
Inom kemi används flera olika typer av pilar, varav den vanligaste torde vara den enkla reaktionspilen (→). Men även andra pilar, som ⇄ (), ⇌ () och ↔, används.
På arkitektritningar visar en pil åt vilket håll en trappa stiger. På kartor förekommer det att en pil, ofta med vågigt streck, visar åt vilket håll ett vattendrag flyter.
Inom trafiken används pilar för att visa riktningar på vägmärken och vägmarkeringar. En pil kan ange enkelriktat, påbjuden färdriktning, ange vägen till en destination eller var man får parkera. De olika användningarna av pilar skils åt genom olika färgkombinationer och skyltformer.
I Unicode-uppsättningen finns mängder med pilar i diverse utformningar. Dessutom finns ett Unicode-underintervall särskilt avsett för pilar – placeringarna U+2190 till U+21EA. Ibland brukas < och > tillsammans med — och ==, enligt mönstret ==>, <-->, <-- etc, som substitut för horisontella pilar.
Tabell med olika pilar
| Typ av pil | Engelskt namn i Unicode (inom parentes, svensk översättning fritt från engelska) | Unicode-kod | HTML-kod |
| ---------- | -------------------------------------------------------------------------------- | ----------- | -------- |
| ←          | Leftwards arrow (Pil åt vänster, vänsterpil)                                     | U+2190      | &larr;   |
| ↑          | Upwards arrow (Pil uppåt, uppåtpil)                                              | U+2191      | &uarr;   |
| →          | Rightwards arrow (Pil åt höger, högerpil)                                        | U+2192      | &rarr;   |
| ↓          | Downwards arrow (Pil nedåt, nedåtpil)                                            | U+2193      | &darr;   |
| ↔          | Left right arrow (Pil åt vänster och höger, vänster–högerpil)                    | U+2194      | &harr;   |
| ↕          | Up down arrow (Pil ned- och uppåt, nedåt–uppåtpil)                               | U+2195      | &#x2195; |
| ↖          | North West arrow (Pil åt nordväst, uppåt–vänsterpil)                             | U+2196      | &#x2196; |
| ↗          | North East arrow (Pil åt nordost, uppåt–högerpil)                                | U+2197      | &#x2197; |
| ↘          | South East arrow (Pil åt sydost, nedåt–högerpil)                                 | U+2198      | &#x2198; |
| ↙          | South West arrow (Pil åt sydväst, nedåt–vänsterpil)                              | U+2199      | &#x2199; |
| ⇒          | Rightwards double arrow (Dubbelpil åt höger, högerdubbelpil)                     | U+21D2      | &#x21D2; |
| ⇔          | Left right double arrow (Dubbelpil åt vänster och höger, höger–vänsterdubbelpil) | U+21D4      | &#x21D4; |